# Morti nel 1558
| Questa pagina contiene informazioni ricavate automaticamente dalle voci biografiche con l'ausilio del template Bio e di un bot. L'aggiornamento è periodico e automatico e ricostruisce completamente la pagina. Se manca una persona in questa lista, sei pregato di non aggiungerla, ma accertati piuttosto che la sua voce biografica contenga il template Bio e che i dati anagrafici siano correttamente compilati. Se il template Bio manca, inseriscilo tu stesso o, in alternativa, metti l'avviso {{tmp\|Bio}} che ne segnala la mancanza. Se i dati riportati sono sbagliati, correggi direttamente la voce biografica; le modifiche saranno visibili in questa lista entro pochi giorni. Per chiarimenti vedi il progetto biografie. La lista contiene solo le 74 persone che sono citate nell'enciclopedia e per le quali è stato implementato correttamente il template Bio. Pagina aggiornata al 31 ago 2024. |

## Gennaio(1)
- 28 gennaio - Jakob Micyllus, umanista tedesco (n. 1503)

## Febbraio(5)
- 3 febbraio - Alfonso di Castro, teologo spagnolo (n. 1495)
- 11 febbraio - Paolo Pansa, poeta, umanista e latinista italiano (n. 1485)
- 15 febbraio - Francesco Bonafede, botanico e medico italiano (n. 1474)
- 18 febbraio - Eleonora d'Asburgo, regina (n. 1498)
- 27 febbraio - Cunegonda di Brandeburgo-Bayreuth, principessa tedesca (n. 1524)

## Marzo(5)
- 6 marzo - Luca Gaurico, vescovo cattolico e astrologo italiano (n. 1475)
- 8 marzo - Pietro Bertani, cardinale e vescovo cattolico italiano (n. 1501)
- 24 marzo - Anna di Egmont, nobildonna tedesca (n. 1533)
- 25 marzo - Girolamo Doria, cardinale italiano (n. 1495)
- 25 marzo - Marco da Nizza, esploratore e francescano italiano

## Aprile(3)
- 13 aprile - Bernardo Segni, storico italiano (n. 1504)
- 15 aprile - Hürrem Sultan,  polacca
- 20 aprile - Johannes Bugenhagen, religioso tedesco (n. 1485)

## Maggio(5)
- 1º maggio - Gabriel Zwilling, pastore protestante tedesco
- 13 maggio - Vittore Soranzo, vescovo cattolico italiano (n. 1500)
- 17 maggio - Sá de Miranda, poeta e drammaturgo portoghese (n. 1481)
- 25 maggio - Elisabetta di Brandeburgo, scrittrice tedesca (n. 1510)
- 25 maggio - Ferdinando I Carafa, nobile italiano

## Giugno(5)
- 7 giugno - Jacques d'Annebaut, vescovo cattolico e cardinale francese (n. 1500)
- 13 giugno - Mario Bandini Piccolomini, politico italiano (n. 1500)
- 21 giugno - Filippo Archinto, arcivescovo cattolico italiano (n. 1495)
- 21 giugno - Piero Strozzi, generale italiano (n. 1510)
- 25 giugno - Johannes Ferrarius, giurista, teologo e filosofo tedesco

## Luglio(2)
- 17 luglio - Giorgio I di Württemberg-Mömpelgard, nobile tedesco (n. 1498)
- 28 luglio - Radu VIII Ilias Haidăul, principe

## Agosto(1)
- 5 agosto - Pietro Tagliavia d'Aragona, cardinale e arcivescovo cattolico italiano (n. 1499)

## Settembre(1)
- 21 settembre - Carlo V d'Asburgo, sovrano (n. 1500)

## Ottobre(2)
- 18 ottobre - Maria d'Asburgo (n. 1505)
- 21 ottobre - Giulio Cesare Scaligero, umanista, filosofo e medico italiano (n. 1484)

## Novembre(6)
- 1º novembre - Shimun VII Isho'yahb, vescovo cristiano orientale siro
- 1º novembre - Erhard Schnepf, teologo tedesco (n. 1495)
- 17 novembre - Hugh Aston, compositore inglese
- 17 novembre - Maria I d'Inghilterra, regina inglese (n. 1516)
- 17 novembre - Reginald Pole, cardinale e arcivescovo cattolico inglese (n. 1500)
- 30 novembre - Elizabeth Stafford, nobile britannica

## Dicembre(3)
- 11 dicembre - Camillo Colonna, condottiero italiano
- 13 dicembre - Lemucaguin,  nativo americano
- 24 dicembre - Durante Duranti, cardinale e vescovo cattolico italiano (n. 1507)

## Senza giorno specificato(35)
- Caupolicán, militare nativo americano
- Giovanni da Nola, scultore e architetto italiano (n. 1488)
- Turcupichun,  nativo americano
- Francesco d'Ambra, commediografo italiano (n. 1499)
- Pietro Bairo, medico italiano (n. 1468)
- Guillaume Bochetel, politico e diplomatico francese
- Cesare Borgognoni, vescovo cattolico italiano
- Jean de Boyssoné, giurista e umanista francese
- Anne Brandon, nobildonna inglese (n. 1507)
- Cassandra Fedele, umanista italiana (n. 1465)
- Jean Fernel, medico e astronomo francese (n. 1497)
- Alessio Fontana, giurista italiano
- Francesco Frigimelica, medico italiano (n. 1490)
- Bartolomeo Genga, architetto italiano (n. 1518)
- Barbara Gonzaga, nobile italiana (n. 1482)
- Clément Janequin, compositore francese (n. 1485)
- Niccolò Lancillotto, religioso italiano
- Giorgio Macropedio, umanista e drammaturgo olandese (n. 1487)
- Bartolomeo III Martinengo, nobile italiano (n. 1487)
- Gonzalo de Mendoza, esploratore spagnolo
- Martin Nucio, tipografo e editore fiammingo (n. 1515)
- William Peto, cardinale britannico
- Pierio Valeriano, umanista, teologo e scrittore italiano (n. 1477)
- Bianca Ponzoni, nobildonna italiana
- Robert Recorde, matematico gallese
- Giovanni Francesco Rota, medico italiano (n. 1520)
- Scipione Sacco, pittore italiano (n. 1495)
- John Sheppard, cantore e compositore inglese
- André Tiraqueau, magistrato, giurista e umanista francese (n. 1488)
- Juan de Vega, politico e ambasciatore spagnolo (n. 1507)
- Gerhard Westerburg, teologo e giurista tedesco
- Basilio Zanchi, umanista e poeta italiano (n. 1501)
- Mellin de Saint-Gelais, poeta francese (n. 1491)
- Claude de Taillemont, poeta francese (n. 1506)
- Oddo degli Oddi, letterato e medico italiano (n. 1478)